# Ortoesquema de Schläfli

Un cubo diseccionado en seis ortoesquemas

En geometría, un ortoesquema de Schläfli es un tipo de símplex. Es la generalización del triángulo rectángulo para las figuras simples a cualquier número de dimensiones. Los ortoesquemas se definen por una secuencia de aristas {\displaystyle (v_{0}v_{1}),(v_{1}v_{2}),\dots ,(v_{d-1}v_{d})\,} que son mutuamente ortogonales. Fueron introducidos por Ludwig Schläfli, quien los llamó orthoschemes y estudió su volumen en las geometrías euclídea, hiperbólica y esférica. Posteriormente, Coxeter los denominó haciendo referencia a Schläfli. Así como los triángulos rectángulos proporcionan la base de la trigonometría, los ortoesquemas forman la base de una trigonometría de n dimensiones, desarrollada por Schoute, quien la llamó poligonometría. J.-P. Sydler y Børge Jessen estudiaron extensamente los ortoesquemas en relación con el tercer problema de Hilbert.
Los ortoesquemas, también llamados path-simplices (símplices-camino) en la literatura de matemática aplicada, son un caso especial de una clase más general de símplices estudiados por Fiedler, y posteriormente redescubiertos por Harold Scott MacDonald Coxeter. Estos símplices son las envolventes convexas de árboles en los que todas las aristas son mutuamente perpendiculares. En un ortosquema, el árbol subyacente es un camino.
En tres dimensiones, un ortosquema también se llama tetraedro birrectangular (porque su trayectoria forma dos ángulos rectos en los vértices, cada uno de los cuales tiene dos ángulos rectos) o tetraedro cuadrirrectangular (porque contiene cuatro ángulos rectos).

## Propiedades
- Todas sus 2-facetas son triángulos rectángulos.
- Todas las facetas de un ortoesquema son (d-1)-dimensional ortoesquemas.
- Los {\displaystyle d} ángulos diedros que están separados de los bordes del camino son ángulos agudos; los ángulos diédricos {\displaystyle {\tbinom {d}{2}}} restantes son todos ángulos rectos.[3]
- El punto medio de la arista más larga es el centro de la esfera circunscrita.
- El caso en el que {\displaystyle |v_{0}v_{1}|=|v_{1}v_{2}|=\cdots =|v_{d-1}v_{d}|} es un tetraedro de Hill generalizado.
- Cada hipercubo en un espacio de dimensión d se puede diseccionar en d! ortoesquemas congruentes. Una disección similar en el mismo número de ortoesquemas se aplica de manera más general a cada hiperrectángulo, pero en este caso los ortoesquemas pueden no ser congruentes.
- Cada politopo regular se puede diseccionar radialmente en g ortoesquemas congruentes que se encuentran en su centro, donde g es el orden del grupo de simetría del politopo regular.[5]
- En el espacio euclídeo de 3 y 4 dimensiones, cada politopo convexo es congruente cortante respecto a un ortosquema.
- Cada ortoesquema se puede trisecar en tres ortoesquemas más pequeños.[1]
- En espacios hiperbólicos y esféricos tridimensionales, el volumen de los ortoesquemas se puede expresar en términos de la función de Clausen o en términos de la función de Spence.[6]

## Disección en ortoesquemas
Hugo Hadwiger conjeturó en 1956 que cada simplex puede ser diseccionado en un número finito de ortoesquemas. La conjetura ha sido probada en espacios de cinco dimensiones o menos, pero sigue sin resolverse en dimensiones superiores.
La conjetura de Hadwiger implica que todo politopo convexo puede diseccionarse en ortosquemas.

## Simplex característico de un politopo regular general
Coxeter identifica varios ortoesquemas como los símplex característicos de los politopos que se generan mediante reflexiones. El símplex característico es el bloque de construcción fundamental del politopo. Puede replicarse mediante reflexiones o rotaciones para construir el politopo, del mismo modo que el politopo puede diseccionarse en algún número entero de los mismos. El símplex característico tiene en cuenta la quiralidad (se presenta en dos formas de imagen especular que son diferentes), y el politopo se disecciona en un número igual de instancias a izquierdas y a derechas del mismo. Tiene longitudes de aristas y caras diferentes, en lugar de las caras con forma de triángulos equiláteros del simplex regular. Cuando el politopo es regular, su símplex característico es un ortoesquema, un símplex cuyas caras son todas triángulos rectángulos.
Cada politopo regular tiene su ortosquema característico que es su dominio fundamental, el simplex irregular que tiene exactamente las mismas características de simetría que el politopo regular, pero sin repetición. Para un k-politopo regular, el diagrama de Coxeter-Dynkin del k-ortosquema característico es el diagrama del k-politopo sin anillo de punto generador. El k-politopo regular se subdivide por sus (k-1) elementos de simetría en g instancias de su k-ortosquema característico que rodean su centro, donde g es el orden del grupo de simetría del k-politopo, lo que equivale a una subdivisión baricéntrica.

Procedemos a describir la "subdivisión simplicial" de un politopo regular, comenzando por el caso unidimensional. El segmento 𝚷1 se divide en dos partes iguales por su centro 𝚶1. El polígono 𝚷2= {p} está dividido por sus ejes de simetría en 2p triángulos rectángulos, que unen el centro 𝚶2 con los lados subdivididos de manera simple. El poliedro 𝚷3= {p, q} está dividido por sus planos de simetría en g tetraedros cuadrirrectangulares (véase 5.43), que unen el centro 𝚶3 con las caras subdivididas de manera simple. De manera análoga, el politopo regular general 𝚷n se divide en una serie de símplex congruentes ([ortoesquemas]) que unen el centro 𝚶n a las celdas subdivididas de manera simple.